# Dietrich von Saucken
Dietrich Friedrich Eduard Kasimir von Saucken (Fischhausen, 16 maggio 1892 – Pullach im Isartal, 27 settembre 1980) è stato un generale tedesco della Wehrmacht durante la seconda guerra mondiale.

## Biografia
Nel 1910 entrò come cadetto nell'esercito prussiano.
Nella prima guerra mondiale combatté nella battaglia di Verdun e nel maggio del 1916 ricevette la Croce di ferro di prima classe. Finita la guerra prestò servizio nell'unità di protezione delle frontiere a est dei Freikorps. Nel 1921 si unì al Reichswehr e nel 1934 fu promosso maggiore.
Allo scoppio della seconda guerra mondiale partecipò all'Operazione Barbarossa come comandante di una brigata della 4. Panzer-Division.
Promosso il 1º gennaio 1942 Generalmajor, von Saucken fu posto al comando della 4. Panzer-Division durante la battaglia di Mosca, dove fu ferito.
Il 1º aprile 1943 fu promosso a Generalleutnant e tornò al comando della divisione durante la Battaglia di Kursk. Diventò comandante del III. Panzerkorps nel giugno 1944. Nel marzo 1945 era al comando della II Armata della Wehrmacht in Prussia orientale. Al termine della guerra rifiutò l'offerta di fuggire con un aereo, e si arrese all'Armata Rossa nel maggio 1945.
Durante la prigionia fu trasferito in Siberia nel 1949, e sottoposto a lavori forzati e torturato rimase paralizzato per il resto della vita, prima di essere rilasciato dai sovietici nel 1955. von Saucken fu l'ultimo ufficiale tedesco ad essere decorato con la Croce di Cavaliere della Croce di Ferro con Fronde di Quercia, Spade e Diamanti.